# Lujiawan, Shanxi
Lujiawan (kinesiska: 逯家湾, 逯家湾镇) är en köping i Kina. Den ligger i provinsen Shanxi, i den norra delen av landet, omkring 330 kilometer nordost om provinshuvudstaden Taiyuan. Antalet invånare är 12 899. Befolkningen består av 6 333 kvinnor och 6 566 män. Barn under 15 år utgör 14,0 %, vuxna 15-64 år 72 %, och äldre över 65 år 12,0 %.
Genomsnittlig årsnederbörd är 599 millimeter. Den regnigaste månaden är juli, med i genomsnitt 154 mm nederbörd, och den torraste är januari, med 3 mm nederbörd.